# Чилавеня
Чилавѐня (на италиански: Cilavegna, на местен диалект: Silavegna, Силавеня) е градче и община в Северна Италия, провинция Павия, регион Ломбардия. Разположено е на 115 m надморска височина. Населението на общината е 5653 души (към 2010 г.).